# Paléi
Familia principesca rusa. Durante el reinado de Nicolás II de Rusia se concedieron únicamente dos títulos de Príncipe: el de los Príncipes Iskander, concedido a la esposa morganática del Gran Duque Nicolás Constantínovich de Rusia y sus hijos, y el de los Príncipes Paléi.
El título de Príncipes Paléi fue concedido en 1915 por Nicolás II a Olga Valeriánovna von Pistohlkors (1866-1929), creada anteriormente Condesa de Hohenfelsen por el príncipe regente de Leopoldo de Baviera. Y esposa del Gran Duque Pablo Aleksándrovich de Rusia, tío del monarca ruso. De este matrimonio nacieron tres hijos, todos los cuales recibieron el título de príncipes Paléi con el tratamiento de Alteza Serenísima:
1) Vladímir Paléi, nacido en San Petersburgo en 1897. Talentoso poeta, militar condecorado en la Primera Guerra Mundial. Murió asesinado por los comunistas en Alapáyevsk el 17 de julio de 1918.
2) Irina Paléi, nacida en París en 1903. Casó en primeras nupcias con su primo el príncipe Fiódor Aleksándrovich, sobrino de Nicolás II y en segundas con el conde Hubert Conquere de Montbrison. Murió en Francia en 1990. Fue la última princesa Paléi. Dejó dos hijos, los príncipes Miguel e Irene de Rusia.
3) Natalia Paléi, nacida en París en 1905. Casó en primeras nupcias con Lucien Lelong, francés, y en segundas con John Wilson, estadounidense. Fue modelo de alta costura y artista de cine. Murió en Nueva York en 1981, sin hijos.